# Parazacco
Parazacco es un género de peces de la familia de los Cyprinidae en el orden de los Cypriniformes.

## Especies
Las especies de este género son:
- Parazacco fasciatus
- Parazacco spilurus